# ريتشارد غرابر
ريتشارد غرابر (بالإنجليزية: Richard Graber)‏ هو دبلوماسي ومحامي أمريكي، ولد في 16 أغسطس 1947.

## وصلات خارجية
- ريتشارد غرابر على موقع إن إن دي بي (الإنجليزية)